# La traviata (film 1968)
La traviata è un film del 1968 diretto da Mario Lanfranchi.

## Trama
È la trasposizione cinematografica dell'omonima opera lirica di Giuseppe Verdi.